# Yeison Tolosa
Yeison Andrés Tolosa Castro, noto semplicemente come Yeison Tolosa (Cali, 12 giugno 1999), è un calciatore colombiano, centrocampista del San Francisco.

## Caratteristiche tecniche
È un trequartista.

## Carriera

### Nazionale
Con la nazionale Under-20 colombiana ha preso parte al campionato sudamericano Under-20 2019

## Statistiche
Statistiche aggiornate all'11 giugno 2021.

### Cronologia presenze e reti in nazionale
| Cronologia completa delle presenze e delle reti in nazionale ― Colombia under 20 | Cronologia completa delle presenze e delle reti in nazionale ― Colombia under 20 | Cronologia completa delle presenze e delle reti in nazionale ― Colombia under 20 | Cronologia completa delle presenze e delle reti in nazionale ― Colombia under 20 | Cronologia completa delle presenze e delle reti in nazionale ― Colombia under 20 | Cronologia completa delle presenze e delle reti in nazionale ― Colombia under 20 | Cronologia completa delle presenze e delle reti in nazionale ― Colombia under 20 | Cronologia completa delle presenze e delle reti in nazionale ― Colombia under 20 |
| Data                                                                             | Città                                                                            | In casa                                                                          | Risultato                                                                        | Ospiti                                                                           | Competizione                                                                     | Reti                                                                             | Note                                                                             |
| -------------------------------------------------------------------------------- | -------------------------------------------------------------------------------- | -------------------------------------------------------------------------------- | -------------------------------------------------------------------------------- | -------------------------------------------------------------------------------- | -------------------------------------------------------------------------------- | -------------------------------------------------------------------------------- | -------------------------------------------------------------------------------- |
| 17-1-2019                                                                        | Rancagua                                                                         | Venezuela under 20                                                               | 1 – 0                                                                            | Colombia under 20                                                                | Sudamericano Sub-20 2019 - 1º turno                                              | -                                                                                |                                                                                  |
| 19-1-2019                                                                        | Rancagua                                                                         | Colombia under 20                                                                | 0 – 0                                                                            | Brasile under 20                                                                 | Sudamericano Sub-20 2019 - 1º turno                                              | -                                                                                | 83’                                                                              |
| 21-1-2019                                                                        | Rancagua                                                                         | Colombia under 20                                                                | 1 – 0                                                                            | Bolivia under 20                                                                 | Sudamericano Sub-20 2019 - 1º turno                                              | -                                                                                |                                                                                  |
| 25-1-2019                                                                        | Rancagua                                                                         | Cile under 20                                                                    | 0 – 1                                                                            | Colombia under 20                                                                | Sudamericano Sub-20 2019 - 1º turno                                              | -                                                                                |                                                                                  |
| 29-1-2019                                                                        | Rancagua                                                                         | Brasile under 20                                                                 | 0 – 0                                                                            | Colombia under 20                                                                | Sudamericano Sub-20 2019 - Turno finale                                          | -                                                                                | 87’                                                                              |
| 1-2-2019                                                                         | Rancagua                                                                         | Argentina under 20                                                               | 1 – 0                                                                            | Colombia under 20                                                                | Sudamericano Sub-20 2019 - Turno finale                                          | -                                                                                |                                                                                  |
| 4-2-2019                                                                         | Rancagua                                                                         | Ecuador under 20                                                                 | 1 – 0                                                                            | Colombia under 20                                                                | Sudamericano Sub-20 2019 - Turno finale                                          | -                                                                                | 70’                                                                              |
| 10-2-2019                                                                        | Rancagua                                                                         | Colombia under 20                                                                | 0 – 0                                                                            | Uruguay under 20                                                                 | Sudamericano Sub-20 2019 - Turno finale                                          | -                                                                                | 55’                                                                              |
| Totale                                                                           |                                                                                  | Presenze                                                                         | 8                                                                                |                                                                                  | Reti                                                                             | 0                                                                                |                                                                                  |